# 立命館大学ラグビー部
立命館大学体育会ラグビーフットボール部（りつめいかんだいがくたいいくかいラグビーフットボールぶ、Ritsumeikan University Rugby Football Club）は、現在、関西大学ラグビーリーグのAリーグに所属する立命館大学体育会のラグビー部。

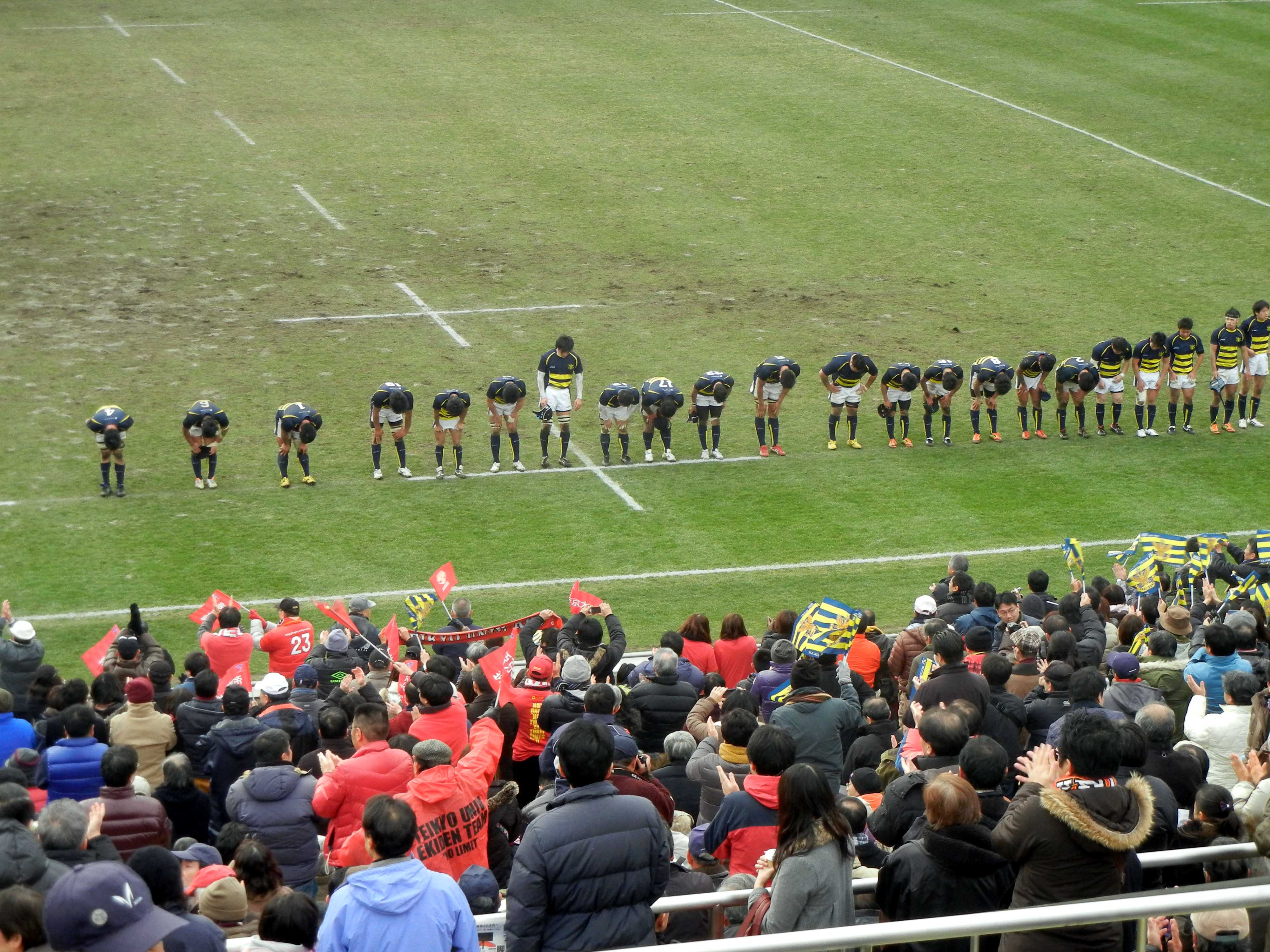
ノーサイド後観客席のファンに挨拶をする立命館の選手達（2012年12月・帝京大学戦・秩父宮ラグビー場）

## 歴史と概要
- 1929年　創部
- 1943年～1945年　戦争による中断
- 1946年　関西大学リーグ(4校制)優勝
- 1965年　初めてのBリーグ降格、この年以降、Aリーグ・Bリーグの降格昇格を何度か繰り返す
- 1992年　関西大学Aリーグ復帰、この年以降はAリーグに定着
- 1998年　KIC(衣笠)からBKC(草津)へ本拠地移転
- 1999年　創部70周年(部歌制定)
- 2001年　関西大学Aリーグ優勝
- 2003年　外国人ヘッドコーチ招聘
- 2007年　BKCグリーンフィールド開設
- 2009年　創部80周年
- 2013年　関西大学Aリーグ優勝

## 戦績
近年のチームの戦績は以下のとおり。
| 年度 | 勝敗      | 順位 | 監督                   | 主将                 | 大学選手権                                                                           |
| ---- | --------- | ---- | ---------------------- | -------------------- | ------------------------------------------------------------------------------------ |
| 1998 | 2勝5敗    | 6位  | 高見澤篤               | 古川敦史             |                                                                                      |
| 1999 | 4勝3敗    | 5位  | 広野秀之               | 北川有広             | 1回戦 20-63 関東学院大学                                                             |
| 2000 | 4勝3敗    | 3位  | 広野秀之               | 岩井真二             | 1回戦 26-43 大東文化大学                                                             |
| 2001 | 6勝1敗    | 1位  | 広野秀之               | 岸本大               | 2回戦 20-75 慶應義塾大学                                                             |
| 2002 | 5勝2敗    | 3位  | 広野秀之               | 阿部亮太             | 1回戦 27-31 東海大学                                                                 |
| 2003 | 2勝5敗    | 6位  | 広野秀之               | 梶原隼平             |                                                                                      |
| 2004 | 5勝2敗    | 2位  | ブラッドジョンストン   | 馬場美喜男           | 1回戦 17-45 帝京大学                                                                 |
| 2005 | 3勝4敗    | 5位  | ブラッドジョンストン   | 吉村尚人             | 1回戦 0-126 早稲田大学                                                               |
| 2006 | 4勝3敗    | 4位  | ウェインシェルフォード | 藤本智久             | 1回戦 19-48 東海大学                                                                 |
| 2007 | 4勝3敗    | 4位  | 吉田義信               | 井上智裕             | 1回戦 14-41 法政大学                                                                 |
| 2008 | 4勝3敗    | 4位  | 吉田義信               | 和田智至             | 1回戦 17-51 法政大学                                                                 |
| 2009 | 3勝4敗    | 5位  | 吉田義信               | 辻本雄起             | 1回戦 0-38 早稲田大学                                                                |
| 2010 | 3勝4敗    | 6位  | 吉田義信               | 池町信哉             |                                                                                      |
| 2011 | 3勝4敗    | 4位  | 中林正一               | 毛塚佑貴             | 1回戦 12-22 関東学院大学                                                             |
| 2012 | 6勝1敗    | 2位  | 中林正一               | 落合佑輔             | セカンドステージ プールD 2勝1敗 12-48 帝京大学 25-19 拓殖大学 43-12 福岡工業大学     |
| 2013 | 6勝1敗    | 1位  | 中林正一               | 庭井祐輔             | セカンドステージ プールC 1勝2敗 22-26 慶應義塾大学 35-42 東海大学 12-10 明治大学     |
| 2014 | 3勝3敗1分 | 5位  | 中林正一               | 西村颯平             | セカンドステージ プールD 3敗 15-39 早稲田大学 18-52 東海大学 42-43 同志社大学        |
| 2015 | 4勝3敗    | 3位  | 中林正一               | 小原稜生             | セカンドステージ プールD 1勝2敗 30-38 流通経済大学 36-15 京都産業大学 12-48 明治大学 |
| 2016 | 3勝4敗    | 5位  | 中林正一               | 高島理久也           |                                                                                      |
| 2017 | 4勝3敗    | 3位  | 中林正一               | 山田一輝             | 3回戦 12-101 慶應義塾大学                                                            |
| 2018 | 5勝2敗    | 2位  | 中林正一               | 古川聖人             | 3回戦 19-50 明治大学                                                                 |
| 2019 | 2勝5敗    | 6位  | 中林正一               | 片岡涼亮             |                                                                                      |
| 2019 | 2勝2敗    | 5位  | 中林正一               | 庄司拓馬             |                                                                                      |
| 2021 | 3勝4敗    | 5位  | 鬼束竜太               | 木田晴斗             |                                                                                      |
| 2022 | 3勝4敗    | 6位  | 鬼束竜太               | 中川魁               |                                                                                      |
| 2023 | 2勝5敗    | 5位  | 鬼束竜太               | 森駿太               |                                                                                      |
| 2024 | 3勝4敗    | 5位  | 鬼束竜太               | 本郷正人・山下真之介 |                                                                                      |

## 主な在籍選手
- 島正輝（主将、No.8 / 大分舞鶴高）
- 中村颯汰（副将、CTB / 大阪桐蔭高）
- 大本峻士（FWリーダー、HO / 常翔学園高）
- 御池蓮二（BKリーダー、WTB / 東海大大阪仰星高）

## トップリーグで活躍したOB
- サントリーサンゴリアス
  - 辻本雄起 LO 滝川高
- キヤノンイーグルス
  - 植松宗之 LO 立命館高
  - 落合佑輔 FL 大分舞鶴高
  - 庭井祐輔 HO 報徳学園高
  - 宇佐美和彦 LO 西条高
  - 嶋田直人 NO8 伏見工業高
  - 高島忍 HO PR 立命館宇治高
  - 三島藍伴 WTB 摂津高
- ヤマハ発動機ジュビロ
  - 木曽一　NO8 三島高
  - 中林正一 HO 花園高
  - 守屋篤 CTB 花園高
  - 永本宗秀 WTB 啓光学園高
  - 仲谷聖史 PR 島本高
  - 池町信哉 SH 報徳学園高
  - 大戸裕矢 LO 正智深谷高
  - 工藤良麻 SO 東福岡高
  - 西村颯平 PR 伏見工業高
  - 江口晃平 HO 伏見工業高
  - 庄司拓馬 LO FL No.8 東海大仰星高
- トヨタ自動車ヴェルブリッツ
  - 奥野徹朗 SH 高鍋高
  - 阿部亮太 FL 大分舞鶴高
  - 中野真二 PR 報徳学園高
  - 谷口智昭 LO 東播工業高
  - 馬場美喜男 SO 伏見工業高
  - 槇原航太 FL No.8 立命館宇治高
  - 古川聖人 FL 東福岡高
  - 神戸製鋼コベルコスティーラーズ
  - 北川有広 PR 茨田高
  - 村上正幸 HO 啓光学園高
  - 市来大典 FB 啓光学園高
  - 近藤洋至 LO 明石清水高
  - 沢居寛也 PR 三沢商業高
- 東芝ブレイブルーパス
  - 藤野佑磨 PR 報徳学園高
- NECグリーンロケッツ
  - 井上雅人 CTB 洛北高
  - 森田茂希 CTB 啓光学園高
- リコーブラックラムズ
  - 礒田凌平 CTB 京都成章高
- NTTコミュニケーションズシャイニングアークス
  - 山口達也  HO 常翔学園高
- NTTドコモレッドハリケーンズ
  - 堀内晋介 HO 立命館宇治高
  - 冨岡耕児 WTB FB 啓光学園高
  - 清瀬岳大 CTB 千里高
  - 藏田知浩 WTB 報徳学園高
  - 山本貫太 FB 常翔学園高
  - 西浦洋祐 PR 荒尾高
  - 井之上明 SH 市立尼崎高
  - 杉下暢 LO 立命館高
  - 中村優樹 HO 立命館宇治高
  - 小島佑太 LO 洛北高
  - 島田久満 HO 東海大仰星高
  - 近鉄ライナーズ
  - 東郷拓也 CTB 立命館宇治高
  - 萩原寿哉 FL 明和県央高
- コカ・コーラレッドスパークス
  - 原山光正 HO 立命館宇治高
  - 田中健登 SO 報徳学園高
- 日野レッドドルフィンズ
  - 林泰基 SO 大阪桐蔭高

## 所在地
- 〒550-0055　滋賀県草津市野路町2303-1　BKCグリーンフィールド